# Верховный суд Республики Карелия
Верховный суд Республики Карелия — высший федеральный орган судебной власти в системе судов общей юрисдикции на территории Республики Карелия Российской Федерации, состоящей из 18 федеральных городских, районных судов, 34 судебных участков мировых судей.
Подотчётен Верховному суду Российской Федерации. Является апелляционной инстанцией для районных (городских) судов общей юрисдикции Республики Карелия.
Деятельность суда регулируется Конституцией Российской Федерации и Федеральным конституционным законом «О судебной системе Российской Федерации».
В Верховном суде образованы Президиум, судебные коллегии по уголовным и гражданским делам. Президиум Верховного суда республики образуется в составе председателя, заместителя председателя суда, входящих в состав президиума суда по должности, и других судей в количестве, определяемом Президентом Российской Федерации. Состав Президиума суда утверждается Президентом Российской Федерации по представлению Председателя Верховного Суда Российской Федерации и при наличии положительного заключения соответствующей квалификационной коллегии судей.

## История

### Название
- с 25 января 1923 года — Областной суд Карельской трудовой коммуны
- с 4 сентября 1923 года — Главный суд Автономной Карельской ССР
- с июня 1937 года — Верховный суд Карельской АССР
- с 1940 года — Верховный суд Карело-Финской ССР
- с 1956 года — Верховный суд Карельской АССР
- с 1991 года — Верховный суд Республики Карелия

### Председатели
- с 25 января 1923 года по август 1926 года — Василий Фёдорович Логинов
- с 1926 года по 1929 год — Альфонс Яковлевич Лухт
- с июня 1935 года по сентябрь 1937 года — Альберт Давыдович Иост
- с конца 1937 года по 1948 год — Павел Илларионович Мищенко
- с 1948 по 1975 год — Фёдор Андреевич Пентуков
- с 1975 по 1987 год — Николай Александрович Белотелов
- с 1987 по ноябрь 2013 года — Борис Константинович Таратунин
- с июня 2014 года — Анатолий Владимирович Наквас[2]

### Расположение
- с 1923 по 1996 годы — Петрозаводск, пл. Ленина, 2 (в годы оккупации Карело-Финской ССР с октября 1941 года по июнь 1944 года суд размещался сначала в Пудоже, затем в Архангельске).
- с 1996 по 2010 годы — Петрозаводск, ул. Красная, 33
- с 2010 года — Петрозаводск, ул. Кирова, 27

## Компетенция суда
К компетенции суда относится рассмотрение наиболее сложной категории дел по первой инстанции, жалоб в кассационном и надзорном порядке.